# 1972年ミュンヘンオリンピックのアメリカ合衆国選手団
1972年ミュンヘンオリンピックのアメリカ合衆国選手団（1972ねんミュンヘンオリンピックのアメリカがっしゅうこくせんしゅだん）は、1972年8月26日から9月11日にかけて西ドイツのミュンヘンで開催された1972年ミュンヘンオリンピックのアメリカ合衆国選手団、およびその競技結果。

## 概要
今大会は金メダル33個、銀メダル31個、銅メダル30個の合計94個のメダルを獲得した。
競泳では、マーク・スピッツが100m自由形、200m自由形、100mバタフライ、200mバタフライ、4×100m自由形リレー、4×200m自由形リレー、400mメドレーリレーの7種目で金メダルを獲得した。

## メダル
| メダル | 選手名                                                                                | 競技 | 種目                     |
| ------ | ------------------------------------------------------------------------------------- | ---- | ------------------------ |
| 金     | ヴィンセント・マシューズ                                                              | 陸上 | 男子400m                 |
| 金     | デーブ・ウォットル                                                                    | 陸上 | 男子800m                 |
| 金     | フランク・ショーター                                                                  | 陸上 | 男子マラソン             |
| 金     | ロッド・ミルバーン                                                                    | 陸上 | 男子110mハードル         |
| 金     | ラリー・ブラック ロバート・テイラー ジェラルド・ティンカー エドワード・ハート         | 陸上 | 男子4×100mリレー         |
| 金     | ランディ・ウィリアムズ                                                                | 陸上 | 男子走幅跳               |
| 金     | マーク・スピッツ                                                                      | 競泳 | 男子100m自由形           |
| 金     | マーク・スピッツ                                                                      | 競泳 | 男子200m自由形           |
| 金     | マイケル・バートン                                                                    | 競泳 | 男子1500m自由形          |
| 金     | ジョン・ヘンケン                                                                      | 競泳 | 男子200m平泳ぎ           |
| 金     | マーク・スピッツ                                                                      | 競泳 | 男子100mバタフライ       |
| 金     | マーク・スピッツ                                                                      | 競泳 | 男子200mバタフライ       |
| 金     | デビッド・エドガー ジョン・マーフィー ジェリー・ヘイデンレイシュ マーク・スピッツ     | 競泳 | 男子4×100m自由形リレー   |
| 金     | ジョン・キンゼラ フレデリック・タイラー スティーブン・ジェンター マーク・スピッツ     | 競泳 | 男子4×200m自由形リレー   |
| 金     | マイク・スタム トム・ブルース マーク・スピッツ ジェリー・ハイデンライヒ               | 競泳 | 男子4×100mメドレーリレー |
| 金     | サンドラ・ニールソン                                                                  | 競泳 | 女子100m自由形           |
| 金     | キーナ・ロスハマー                                                                    | 競泳 | 女子800m自由形           |
| 金     | メリッサ・ベローテ                                                                    | 競泳 | 女子100m背泳ぎ           |
| 金     | メリッサ・ベローテ                                                                    | 競泳 | 女子200m背泳ぎ           |
| 金     | キャサリン・カー                                                                      | 競泳 | 女子100m平泳ぎ           |
| 金     | カレン・モー                                                                          | 競泳 | 女子200mバタフライ       |
| 金     | シャーリー・ババショフ ジェーン・バークマン ジェニファー・ケンプ サンドラ・ニールソン | 競泳 | 女子4×100m自由形リレー   |
| 金     | メリッサ・ベローテ キャサリン・カー ディーナ・ディアーダッフ サンドラ・ニールソン     | 競泳 | 女子4×100mメドレーリレー |
| 銀     | ロバート・テイラー                                                                    | 陸上 | 男子100m                 |
| 銀     | ラリー・ブラック                                                                      | 陸上 | 男子200m                 |
| 銀     | ウェイン・コレット                                                                    | 陸上 | 男子400m                 |
| 銀     | ラルフ・マン                                                                          | 陸上 | 男子400mハードル         |
| 銀     | ボブ・シーグレン                                                                      | 陸上 | 男子棒高跳               |
| 銀     | ジョージ・ウッズ                                                                      | 陸上 | 男子砲丸投               |
| 銀     | ジェイ・シルベスター                                                                  | 陸上 | 男子円盤投               |
| 銀     | マーブル・ファーガソン マデリーン・マニング シェリル・トゥサーン キャシー・ハモンド   | 陸上 | 女子4×400mリレー         |
| 銀     | ジェリー・ハイデンライヒ                                                              | 競泳 | 男子100m自由形           |
| 銀     | スティーブン・ジェンター                                                              | 競泳 | 男子200m自由形           |
| 銀     | スティーブン・ジェンター                                                              | 競泳 | 男子400m自由形           |
| 銀     | マイク・スタム                                                                        | 競泳 | 男子100m背泳ぎ           |
| 銀     | マイク・スタム                                                                        | 競泳 | 男子200m背泳ぎ           |
| 銀     | トム・ブルース                                                                        | 競泳 | 男子100m平泳ぎ           |
| 銀     | ゲーリー・ホール・シニア                                                              | 競泳 | 男子200mバタフライ       |
| 銀     | ティム・マッキー                                                                      | 競泳 | 男子200m個人メドレー     |
| 銀     | ティム・マッキー                                                                      | 競泳 | 男子400m個人メドレー     |
| 銀     | シャーリー・ババショフ                                                                | 競泳 | 女子100m自由形           |
| 銀     | シャーリー・ババショフ                                                                | 競泳 | 女子200m自由形           |
| 銀     | スージー・アトウッド                                                                  | 競泳 | 女子200m背泳ぎ           |
| 銀     | デイナ・ショーエンフィールド                                                          | 競泳 | 女子200m平泳ぎ           |
| 銀     | リン・コレラ                                                                          | 競泳 | 女子200mバタフライ       |
| 銅     | トーマス・ヒル                                                                        | 陸上 | 男子110mハードル         |
| 銅     | ラリー・ヤング                                                                        | 陸上 | 男子50km競歩             |
| 銅     | ドワイト・ストーンズ                                                                  | 陸上 | 男子走高跳               |
| 銅     | ジャン・ジョンソン                                                                    | 陸上 | 男子棒高跳               |
| 銅     | アーニー・ロビンソン                                                                  | 陸上 | 男子走幅跳               |
| 銅     | ビル・シュミット                                                                      | 陸上 | 男子やり投               |
| 銅     | キャシー・ハモンド                                                                    | 陸上 | 女子400m                 |
| 銅     | ケイト・シュミット                                                                    | 陸上 | 女子やり投               |
| 銅     | トム・マクブリーン                                                                    | 競泳 | 男子400m自由形           |
| 銅     | ダグラス・ノースウェイ                                                                | 競泳 | 男子1500m自由形          |
| 銅     | ジョン・マーフィー                                                                    | 競泳 | 男子100m背泳ぎ           |
| 銅     | ミッチェル・アイビー                                                                  | 競泳 | 男子200m背泳ぎ           |
| 銅     | ジョン・ヘンケン                                                                      | 競泳 | 男子100m平泳ぎ           |
| 銅     | ジェリー・ハイデンライヒ                                                              | 競泳 | 男子100mバタフライ       |
| 銅     | ロビン・バックハウス                                                                  | 競泳 | 男子200mバタフライ       |
| 銅     | スティーブ・ファーニス                                                                | 競泳 | 男子200m個人メドレー     |
| 銅     | キーナ・ロスハマー                                                                    | 競泳 | 女子200m自由形           |
| 銅     | スージー・アトウッド                                                                  | 競泳 | 女子100m背泳ぎ           |
| 銅     | エリー・ダニエル                                                                      | 競泳 | 女子200mバタフライ       |
| 銅     | リン・ビダリ                                                                          | 競泳 | 女子200m個人メドレー     |